# Gladys Guaipo
Gladys Margarita Guaipo de García (18 de junio de 1954) es una política venezolana, diputada de la Asamblea Nacional por la representación indígena de la Región Oriente del país por el partido Acción Democrática. Guaipo pertenece a la etnia cumanagoto.

## Carrera
Guaipo pertenece a la etnia cumanagoto y trabajó en el Ministerio de Educación de Venezuela hasta febrero de 2012. Fue electa como diputada por la Asamblea Nacional por la representación indígena de la Región Oriente del país (por los estados Anzoátegui, Bolívar, Delta Amacuro, Monagas y Sucre)  para el periodo 2016-2021 en las elecciones parlamentarias de 2015, en representación de la Mesa de la Unidad Democrática y por el partido Acción Democrática.
Guaipo presidió la Comisión Permanente de Pueblos Indígenas para el periodo 2018-2019. También ha participado en la Comisión Mixta de Creación de la Zona de Desarrollo Estratégico Nacional Arco Minero del Orinoco.